# Stand Up (singel Mai Kuraki)
Stand Up – ósmy singel japońskiej piosenkarki Mai Kuraki, wydany 18 kwietnia 2001 roku. Osiągnął 2 pozycję w rankingu Oricon i pozostał na liście przez 13 tygodni, sprzedał się w nakładzie 475 910 egzemplarzy. Singel zdobył status podwójnej platynowej płyty.

## Lista utworów
| Nr | Tytuł                                               | Słowa      | Kompozycja        | Aranżacja                                          | Czas |
| -- | --------------------------------------------------- | ---------- | ----------------- | -------------------------------------------------- | ---- |
| 1. | "Stand Up"                                          | Mai Kuraki | Akihito Tokunaga  | Akihito Tokunaga                                   | 4:36 |
| 2. | "Double Rainbow"                                    | Mai Kuraki | YOKO Black. Stone | YOKO Black. Stone                                  | 4:42 |
| 3. | "YES or NO ~TRANCE Continental Remix~" (Radio Edit) | Mai Kuraki | Aika Ōno          | Aika Ōno Remixed by Johnny Vicious & Dj Koutarou.A | 5:38 |
| 4. | "Stand Up" (Instrumental)                           |            | Akihito Tokunaga  | Akihito Tokunaga                                   | 4:36 |

## Notowania
| Lista                       | Pozycja |
| --------------------------- | ------- |
| Oricon Daily Singles Chart  | 1       |
| Oricon Weekly Singles Chart | 2       |
| Oricon Yearly Singles Chart | 32      |